# Festival marijanskog pučkog pjevanja
Festival marijanskog pučkog pjevanja je festival duhovne glazbe koji se od 2006. godine održava svake godine u bačkom Monoštoru.
Ovu kulturnu manifestaciju bačkih Hrvata organizira mjesno Kulturno umjetničko društvo Hrvata "Bodrog".
Sudjeluju pjevačke skupine KUD-ova i crkveni zborovi iz Srijema i Bačke. Obično se održava u prostorima Doma kulture i u mjesnoj crkvi Sv. Petra i Pavla.
Cilj festivala je očuvati izvornost i od zaborava crkvene, hodočasničke i izvorne pučke pjesme, pjevane na stari način.

## Vanjske poveznice
- Šokački portal  Arhivirana inačica izvorne stranice od 27. rujna 2015. (Wayback Machine) Pratili smo: X. Festival marijanskog pučkog pivanja u Vojvodini, 16. srpnja 2015.